# Engelhardt Ice Ridge
Engelhardt Ice Ridge ist ein Eisdom in der Form eines Bergkamms im westantarktischen Marie-Byrd-Land. Er ragt zwischen dem Whillans- und dem Kamb-Eisstrom nahe der Grenze zwischen der Gould- und der Siple-Küste auf.
Das Advisory Committee on Antarctic Names benannte ihn 2003 nach dem US-amerikanischen Geophysiker Hermann Engelhardt vom California Institute of Technology, der zwischen 1991 und 1996 in vier Kampagnen an Bohrprojekten des United States Antarctic Program im Whillans- und dem Kamb-Eisstrom beteiligt war.